# Born to Be Wild
"Born To Be Wild" er en rocksang, skrevet af Mars Bonfire. Sangen, der oprindelig blev indspillet på lp af Steppenwolf blev benyttet i motorcykel-filmen Easy Rider fra 1969 og forbindes bl.a. derfor ofte med bikermiljøet. Sangen er ofte blevet krediteret for at have givet navn til musikgenren Heavy Metal grundet sangens to første linjer i andet vers I like smoke and lightning – Heavy metal thunder.
Sangen var oprindeligt skrevet af Mars Bonfire som en langsom ballade. Han tilbød den til forskellige bands, men den endte i 1967 med at blive indspillet første gang af Steppenwolf, hvor Mars Bonfires bror spillede trommer. Steppenwolf indspillede sangen som et mere hårdtslående rocknummer og udgav i 1968 sangen som bandets tredje single. Sangen blev et stort hit for Steppenwolf og nåede andenpladsen på den amerikanske Billboard Hot 100. 
Steppenwolfs originalversion af sangen har siden været udgivet på adskillige opsamlingsalbum og antologier, og den er endvidere benyttet i mange film og tv-serier m.v., herunder Six Feet Under og Borat. 
Sangen er ligeledes blevet indspillet af adskillige andre bands og sangere, eksempelvis Etta James, Link Wray, Slade, The Cult, Black Sabbath, INXS, Twisted Sister, Kim Wilde, Blue Öyster Cult, KISS, Bon Jovi, Status Quo , The Residents, Krokus og Wilson Pickett.